# Тетерін Євген Юхимович
Тетерін Євген Юхимович (1905—1987) — російський, радянський актор театру і кіно, режисер. Заслужений артист РРФСР (1958).

## Життєпис
Народ. 22 лютого 1905 р. в Москві. Закінчив Студію сценічних мистецтв МХАТ і студію Євгена Вахтангова (1926).
Працював у театрах Росії та театрі музкомедії БРСР.
З 1946 р. — у Театрі-студії кіноактора (Москва).
Як режисер поставив кілька вистав у театрі.
У кіно дебютував в 1938 році (х/ф «Болотні солдати»). Знявся більш ніж у 80 фільмах («Справа Артамонових» (1941), «Молода гвардія» (1948, німецький лейтенант), «Зірка» (1949), «Отелло» (1955, Брабанціо), «Солдати» (1956, Георгій Акимович), «Перші радощі» (1956, Дорогомілов), «Дівчинка і крокодил» (1956, тато Каті), «Доля людини» (1959, письменник), «Дев'ять днів одного року» (1962), «Живе такий хлопець» (1964), «Музиканти одного полку» (1965), «Майор Вихор» (1967), «Брати Карамазови» (1968), «Мій тато — капітан» (1969, Іван Макарович Готовцев, капітан «Ігарки»), «Ад'ютант його високоповажності» (1969) та ін.).
У 1959 році на «Мосфільмі» спільно з Анатолієм Бобровським як режисер-постановник екранізував повість Івана Тургенєва «Муму».
Знімався в українських фільмах: «Головний проспект» (1956, Рудаков), «Вулиця молодості» (1958, мешканець), «Люди моєї долини» (1960, Слонь), «Сповідь» (1962, Благов), «Повернення Вероніки» (1964, батько), «Повість про чекіста» (1969).
Помер 19 березня 1987 р., похований у Москві на Донському кладовищі (17 колумбарій).